# Mauro Vinícius da Silva
Mauro Vinícius Hilario Lourenço da Silva, detto Duda (Presidente Prudente, 26 dicembre 1986), è un lunghista brasiliano, campione mondiale indoor a Istanbul 2012 e Sopot 2014.
Il 9 marzo 2012, in occasione dei Mondiali indoor di Istanbul, stabilisce con 8,28 m la miglior misura di qualificazione e la miglior prestazione mondiale stagionale. Ha partecipato ai Giochi olimpici di Pechino 2008, non riuscendo tuttavia a qualificarsi per la finale di salto in lungo.

## Progressione

### Salto in lungo
| Stagione | Risultato | Luogo      | Data       | Rank. Mond. |
| -------- | --------- | ---------- | ---------- | ----------- |
| 2014     | 7,88 m    | Stoccolma  | 3-8-2014   | 96º         |
| 2014     | 7,88 m    | Santiago   | 14-3-2014  | 96º         |
| 2013     | 8,31 m    | San Paolo  | 7-6-2013   | 6º          |
| 2012     | 8,11 m    | Londra     | 3-8-2012   | 35º         |
| 2011     | 8,27 m    | San Paolo  | 24-9-2011  | 10º         |
| 2010     | 8,12 m    | San Paolo  | 30-7-2010  | 26º         |
| 2009     | 7,94 m    | San Paolo  | 18-4-2009  | 90º         |
| 2008     | 8,20 m    | Piracicaba | 15-11-2008 | 21º         |
| 2007     | 7,61 m    | San Paolo  | 17-8-2007  |             |
| 2005     | 7,39 m    | San Paolo  | 17-6-2005  |             |

### Salto in lungo indoor
| Stagione | Risultato | Luogo    | Data     | Rank. Mond. |
| -------- | --------- | -------- | -------- | ----------- |
| 2014     | 8,28 m    | Sopot    | 8-3-2014 | 3º          |
| 2012     | 8,28 m    | Istanbul | 9-3-2012 | 1º          |
| 2010     | 7,95 m    | Linz     | 4-2-2010 | 29º         |
| 2009     | 8,04 m    | Linz     | 5-2-2009 | 11º         |

## Palmarès

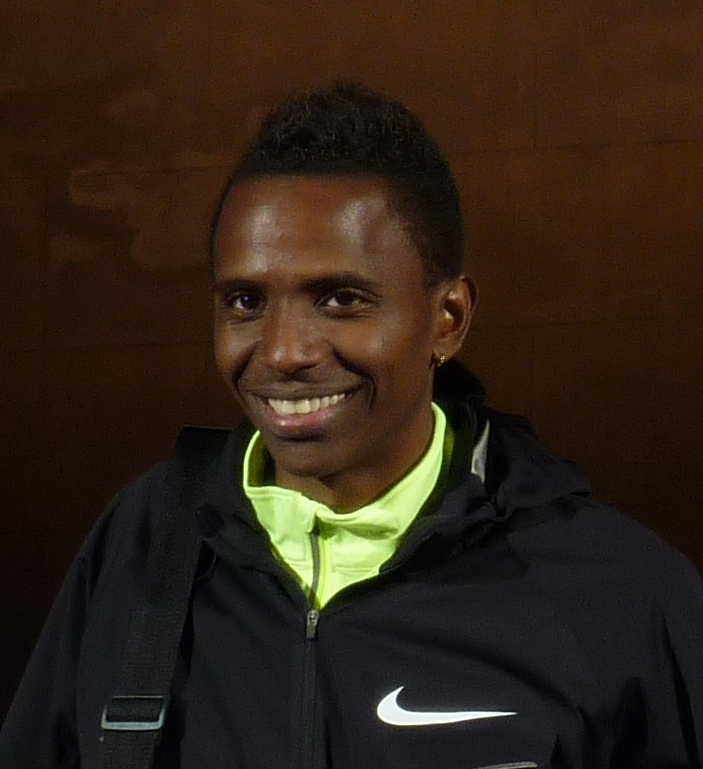
Mauro Vinícius da Silva nel 2012.

| Anno | Manifestazione             | Sede         | Evento         | Risultato | Prestazione | Note                  |
| ---- | -------------------------- | ------------ | -------------- | --------- | ----------- | --------------------- |
| 2006 | Giochi sudamericani        | Buenos Aires | 100 m piani    | 5º        | 10"63       |                       |
| 2006 | Giochi sudamericani        | Buenos Aires | 4×100 m        | Argento   | 40"15       |                       |
| 2008 | Giochi olimpici            | Pechino      | Salto in lungo | 26º       | 7,75 m      |                       |
| 2010 | Campionati ibero-americani | San Fernando | Salto in lungo | Bronzo    | 7,60 m      |                       |
| 2012 | Mondiali indoor            | Istanbul     | Salto in lungo | Oro       | 8,23 m      | [ 2 ]                 |
| 2012 | Giochi olimpici            | Londra       | Salto in lungo | 7º        | 8,01 m      |                       |
| 2013 | Campionati sudamericani    | Cartagena    | Salto in lungo | Oro       | 8,24 m      | Record dei campionati |
| 2013 | Mondiali                   | Mosca        | Salto in lungo | 5º        | 8,24 m      |                       |
| 2014 | Mondiali indoor            | Sopot        | Salto in lungo | Oro       | 8,28 m      | Record nazionale      |
| 2014 | Giochi sudamericani        | Santiago     | Salto in lungo | Bronzo    | 7,88 m      |                       |
| 2014 | Campionati ibero-americani | San Paolo    | Salto in lungo | 6º        | 7,56 m      |                       |
| 2015 | Campionati sudamericani    | Lima         | Salto in lungo | Bronzo    | 7,81 m      |                       |